# Periodo della pratica comune
Si deve al compositore statunitense Walter Piston (1894-1976), che lo coniò nel 1941, il termine periodo della pratica comune per riferirsi all'epoca del maggiore splendore della musica classica. Esso abbraccia circa 300 anni, approssimativamente dal 1600 al 1900, e comprende il barocco, il classicismo e il romanticismo. Fra i compositori più importanti si annoverano Antonio Vivaldi, Georg Friedrich Händel, Johann Sebastian Bach, Joseph Haydn, Wolfgang Amadeus Mozart, Ludwig van Beethoven, Franz Schubert e molti altri ancora.